# Tetramerium butterwickianum
Tetramerium butterwickianum är en akantusväxtart som beskrevs av T.F. Daniel. Tetramerium butterwickianum ingår i släktet Tetramerium och familjen akantusväxter. Inga underarter finns listade i Catalogue of Life.